# Газета Виборча

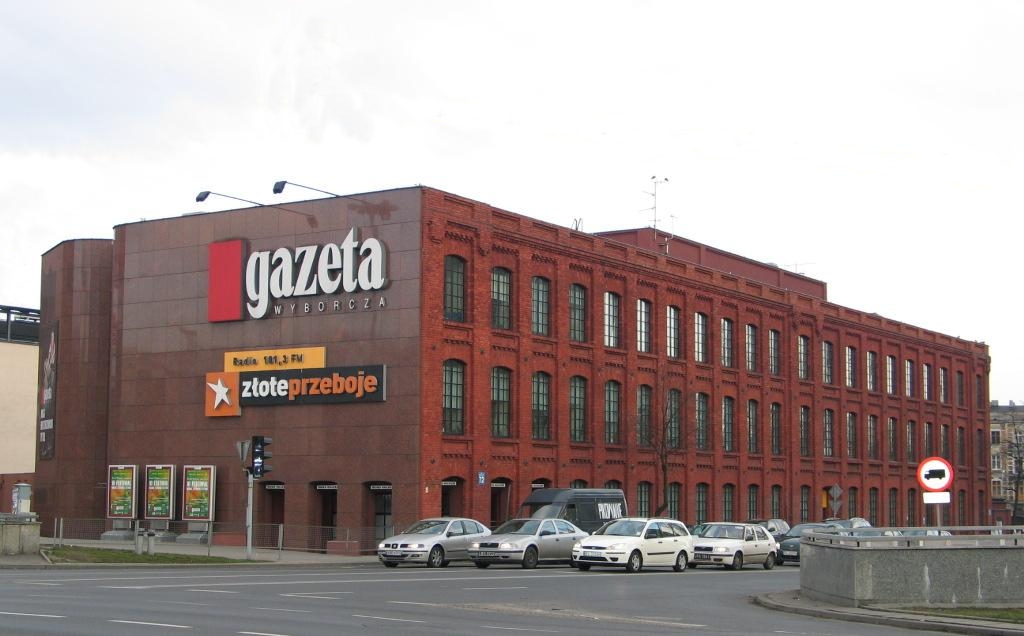
Редакція в Лодзі

Газета Виборча (Ґазета Вибóрча, пол. Gazeta Wyborcza) — польська щоденна політична газета з головним офісом у Варшаві. Головний редактор — Адам Міхнік.

## Історія
Створена за підсумками Круглого столу як друкований орган Громадського комітету «Солідарності» у виборчій кампанії перед парламентськими виборами 1989 року. Початково названа «Gazeta Codzienna», тоді як прикметник «wyborcza» мав діяти лише під час виборчої кампанії. Перший восьмисторінковий номер вийшов 8 травня 1989 року накладом 150 000 примірників. Його підготували 20 журналістів, більшість з яких раніше були пов'язані з підпільним виданням «Tygodnik Mazowsze». Адам Міхнік став першим головним редактором. Його заступниками стали Гелена Лучиво та Ернест Скальський. Газета надрукована у друкарні Польського будинку слова у Варшаві. Редакція знаходилась у приміщенні колишніх ясел на вулиці Івіцькій, 19.
Газета як головний часопис усього громадянського руху стала найпопулярнішим виданням Польщі того часу. 26 травня 1989 року редакцію газети освятив біскуп Броніслав Домбровський.
Після обговорень в рамках Круглого столу під час президентської кризи 3 липня 1989 року на шпальтах «Виборчої» вийшла стаття Адама Міхніка під назвою «Ваш президент, наш прем'єр» (пол. Wasz prezydent, nasz premier), де автор виступив за обрання президента за квотою ПОРП та одночасно доручалася місія формування уряду представнику опозиційної «Солідарності», постулюючи «союзом демократичної опозиції з реформаторським крилом силового табору». Ця пропозиція нині розцінюється як прагнення табору «Солідарності» здобути більше влади, ніж було встановлено за Круглим столом, що формально не було підтримано профспілкою. Незважаючи на це, цей принцип реформування влади фактично був реалізований: в той час як чинний президент Центрального комітету Войцех Ярузельський обіймав посаду президента, опозиція сформувала перший некомуністичний уряд у Східній Європі на чолі з прем'єр-міністром Тадеушем Мазовецьким, завдяки голосам колишніх союзників комуністичної партії.
З другої половини 1989 року «Газета Виборча» підтримувала політику уряду Тадеуша Мазовецького і водночас була в стані редакційного конфлікту з представниками видання «Tygodnik Solidarność». Ці антагонізми співвідносилися з політичним конфліктом, відомим як «війна на горі», у ході якої Лех Валенса скооперувався з фракцією Громадського комітету, представленою братами Лехом та Ярославом Качинськими, проти Мазовецького. Адам Міхнік підтримав оточення прем'єр-міністра, в результаті чого у вересні 1990 року Національний комітет «Солідарності» прийняв резолюцію, спрямовану на зняття з «Виборчої» статусу передвиборчого видання «Слідарності». Це було аргументовано «упередженістю матеріалів, спрямованих на дискредитацію, а також глузуванням над кандидатом Лехом Валенсою» та поясненням того, що «газета — не інформаційний орган профспілки, а приватне товариство». Тоді ж «Tygodnik Solidarność», головним редактором якого був Ярослав Качинський, публікував колонки журналістів, таких як Ромуальд Шереметьєв, який звинувачував газету в маніпуляціях та перекручуванні фактів, а також замовчуванні та невисвітленні окремих подій. Внаслідок звинувачень щоденник втратив право на використання логотипу профспілки та гасла «Без свободи немає солідарності». Крім того, Лех Валенса вимагав відставки Адам Міхніка з посади головного редактора. У відповідь на звинувачення та ультиматуми Адам Міхнік подав у відставку, однак редакція її не прийняла і він залишився на посаді. Група  опозиціонерів, пов'язаних з Лехом Валенсою, покинула редакцію, в результаті якої в редакції виник конфлікт з постсолідарною групою, що представляла різні погляди.
У наступні роки публікації журналістів «Виборчої» часто сприяли розкриттю суспільно-політичних подій у Польщі, включаючи скандали. У 1997 році щоденник розпочав журналістське розслідування щодо так званого «желатинового скандалу» — монопольної афери за участю підприємця Казімежа Грабка. 27 грудня 2002 року журналіст «Виборчої» Павел Смоленський опублікував статтю, пов'язану зі спробою підкупу головного редактора газети кінопродюсером Левом Ривіном. Метою дій Ривіна, який представився представником «провладної групи», було сприяти підтримці Міхніком закону, підготовленого тодішнім правлячим Альянсом демократичної лівиці, запобігаючи розширенню проблемних питань щодо електронних ЗМІ. Стаття Смоленського ініціювала скандал, в результаті якого було створено парламентську слідчу комісію. Разом з іншими корупційними скандалами скандал Ривіна занурив уряд Лешека Міллера у кризу, а самого Міхніка зустріла хвиля критики з боку інших ЗМІ.
З публікацією статті від 23 січня 2002 року було розкрито деталі скандалу «мисливців швидкої допомоги» щодо вбивств та халатної втрати пацієнтів працівниками служби швидкої допомоги та продажу інформації про смерть салонам ритуальних послуг. Публікація від 5 квітня 2004 року виявила порушення, пов'язані із арештом управлінням державної охорони президента «PKN Orlen» Анджеєм Моджеєвським та позбавленням його посади у лютому 2002 року, що призвело до «скандалу Орлена». Сеймська слідча комісія виявила інтереси до приватизації «Орлена», а голова управління охорони Збігнев Семйонтковський, відповідальний за затримання Моджеєвського, був засуджений остаточним рішенням за зловживання владою. Внаслідок публікації статті від 4 грудня 2006 року під назвою «Робота за секс у самообороні» Марчіна Концького спалахнув черговий політичний скандал. Концький виявив, що Анджей Леппер, голова партії «Самооборона Республіки Польща» та чинний віце-прем'єр-міністр, сприяв працевлаштуванню молодих жінок у структурі партії за надання сексуальних послуг.
Постійним автором газети є відомий польський політик українського походження Мирослав Чех.

## Видання

### Рубрики
У «Газеті Виборчій» матеріали публікуються за такими рубриками:
- Країна та Світ — про події в Польщі та за кордоном.
- Ласкаво просимо до Польщі — звіти зі соціальних питань
- Думки — збірка журналістських оглядів, написаних журналістами редакції та позаштатними експертами.
- Культура — присвячений культурним заходам, інтерв'ю з митцями та культурну сферу.
- Наука — публікації, що підсумовують останні наукові дослідження в доступній читацькій формі.
- Спорт —останні спортивні події.

### Доповнення та додатки
Зміст газети доповнюється додатковими розділами та окремими тематичними секціями, які змінюються залежно від дня тижня та місцевого випуску видання. Випуск газети у понеділок присвячений економічним питанням з додатком до питань, пов'язаних з ринком праці, а також додаток «Ale Historia», де публікуються статті з історії держав, суспільств, правителів та особистостей.
Випуск у вівторок включає доповнення, присвячене комунікаціям, а також кулінарний додаток «Palce Lizać».
Видання в середу містить доповнення, пов'язані з дизайном інтер'єру будинку, а також поради та оголошення щодо придбання нерухомості додаток «Tylko Zdrowie», що містить поради щодо здоров’я.
По четвергах разом з газетою виходить додаток «Duży Format», що представляє збірку доповідей та колонок.
П'ятничні випуски журналу приділяють більше уваги культурі. Вони супроводжуються додатками «Co Jest Grane» про культурні події, запропоновані редакторами в регіоні, та «Gazeta Telewizyjna» з телевізійною програмою на тиждень.
Суботні випуски газети доповнюються інформаційним бюлетенем з туризму та додатком «Wysokie Obcasy», що виходить з 1999 року, і орієнтованим на жіночу аудиторію. Крім того, на різдвяні свята виходить спеціальне видання під назвою «Magazyn Świąteczny», де публікуються статті, написані закордонними журналістами та експертами, кореспондентами газети за кордоном та щоденними редакторами.

### Формат
«Газета Виборча» виходить формтаом блоку із п'яти колонок, який був прийнятий на початку її щоденного виходу. Газета друкується з кольоровим вмістом на білому папері, а перша шпальта розкриває найважливішу, на думку редакції тему дня у формі великого заголовку. Сучасний формат видання ґрунтується на зміні, внесеній 7 березня 2006 року, коли оновлено макет, перейнятий у щоденника «Nowy Dzień». Основний шрифт газети належить до жанру трибуна, розробленого бостонською компанією «Font Bureau».

### Нагороди
Видання неодноразово отримувало нагороди «Grand Press». У 2014 році їй було присвоєно звання двадцяти газети двадцятип'ятиріччя. Звання «Журналіст року» у 2007 році отримав Марчін Концький, у 2010 році — Артур Домославський, у 2011 році — Анджей Почобут, у 2013 році — Маріуш Щигел, а у 2014 році — Петро Андрусечко. За іншими номінаціями нагороди були присуджені Катажині Клюковській, Влодімежу Калицькому, Яцеку Гуґо-Бадеру, Адаму Вайраку, Іренеушу Даньку, Даріушу Яновському, Марчіну Фабянському, Лешеку Тальку, Анні Біконт, Артуру Влодарському, Томашу Паторі, Марчіну Стельмасяку, Анні Фостальковській, Роману Дащинському, Кшиштофу Вуйцику, Анжеліці Кужняк, Влодімежу Новаку, Войцеху Сташевському, Магдалені Гроховській, Мацею Самцику, Йоанні Войцеховській, Павлу Веясу, Пьотру Глуховському, Марчіну Ковальському, Магдалені Гжебалковській, Урсулі Яблонській, Агнешці Кублик, Бартошу Т. Велінському, Донаті Суботко, Ельжбеті Сіді, Анні Шмігулець та Гжегожу Срочинському. Журналісти видання нагороджувалися премією «Ostre Pióro».

### Вебсайт
Вперше публікації газети були розміщені в інтернеті у 1994 році. Перші заархівовані сторінки інформаційного сайту газети розпочали надходити із грудня 1996 року (опубліковані на сайті gazeta.pl) та травня 2001 року (опубліковані на сайті uczcza.pl). Вже в 2001 році вебсайт, що працює на домені gazeta.pl, який спочатку був інтернет-версією «Виборчої», був перетворений на окремий інформаційний портал.
У 2006 році окремий вебсайт gazetawyborcza.pl був відокремлений від gazeta.pl та став електронною версією «Виборчої». Нині вебсайт працює на домені glasa.pl. Першим головним редактором вебсайту був Едвард Кржемінь. «Wyborcza.pl» публікує всі статті, що з'явились одночасно у друкованій версії газети та додатків і доповнень. Крім того, на вебсайті публікується додатковий контент, який не з'являється у друкованій газеті: відеоматеріали, тематично згруповані фото, інфографіки. Окрім порталу «Wyborcza.pl», публікації видання розміщуються також на окремому вебсайті «Wyborcza.biz», присвяченому економіці. Пов'язаний з «Wyborcza.pl» портал «BIQdata», де публікуються суспільно-політичні звіти у вигляді діаграм, інфографік та інших графічних зображень. Сайт запущений 23 вересня 2014 року. Електронна версія газети розповсюджується за передплатою з 4 лютого 2014 року. Кількість цифрових підписок у наступні роки становила: 55 000 (2014), 77 000 (2015), 100 000 (2016).
У 2012 році запущений інтернет-архів «Виборчої», що дозволив отримати доступ до всіх статей, опублікованих у газеті, а також доповнень та додатків. Однак цей доступ платний. Якщо в 2014 році можна було отримати доступ до статей як через переказ, так і через SMS, у 2015 році читачі могли читати архів лише оплатою переказом.

### Мобільний застосунок
«Газета Виборча» має власний мобільний застосунок. 10 червня 2009 року власники iPhone змогли завантажити застосунок газети через App Store. 20 липня 2012 року було запущено застосунок для iPad. У лютому 2012 року було включено перегляд газетних статей на Amazon Kindle. Перша версія програми для пристроїв з операційною системою Android, випущена студією «We Like Caps», з'явилася на сервісі Google Play 7 липня 2014 року.

## Суспільно-політичне спрямування

### Політичні ухили
Нова загальна енциклопедія PWN від 1995 року класифікує «Виборчу» як ліберально-демократичне видання. Медіаексперт Ришард Філяс стверджував, що газета «асоціюється з ліво-центристською позицією», тоді як бібліотечний експерт Міхал Рогож підкреслює її ліво-ліберальний ухил. У ході кампанії перед президентськими виборами 1990 року редакція щоденника була прихильною до кандидатури Тадеуша Мазовецького і виступала проти кандидатури Леха Валенси. У звіті Валерія Пісарека щодо загальнодержавної преси 1995 року, вказано, що під час парламентських виборів 1993 року «Виборча» виступала за Демократичний союз, критикуючи Конфедерацію незалежної Польщі. Після створення Унії Свободи редакція газети підтримувала партію, після її розпаду «Виборча» схилялася до політики Громадянської платформи, проявляючи тенденції до критичного підходу до політики партії Право і справедливість. Видання висловлювало офіційну виборчу підтримку Громадянській платформі під час парламентських виборів 2007 року та президентських 2010 і 2015 років.

### Суспільна позиція
«Газета Виборча» виступає проти поширення націоналістичних та антисемітських поглядів у польському суспільстві. У серпні 1996 року видання виступило проти припинення провадження у справі президента Польської національної громади Болеслава Тейковського, діяльність якого, на думку редакції, розпалювала расову ненависть. У 2002 році «Виборча» закликала до покращення польсько-німецьких та польсько-українських відносин.
Публіцисти «Виборчої» виступають за відокремлення католицької церкви від держави в ідеологічному плані. У 1990 році щоденник поширював парадигму, яка протистояла відновленню релігійної освіти у школах. У 1993 році, коли Сейм прийняв законопроєкт про заборону абортів, видання зайняло критичну точку зору на аргументи рухів «пролайф», опублікувавши серію інтерв'ю з представниками феміністського руху. Аналогічна дискусія мала місце і про легалізацію наркотиків. У липні 2009 року щоденник провів серію статей «Ми, наркомани», де йшла мова про те, що польська політика щодо запобігання наркоманії потребує змін.
«Виборча» не займає однозначної та сталої позиції з економічних питань. Видання публікує дописи як публіцистів, які виступають за лібералізацію економіки та обмеження втручання держави у підприємницьку діяльність особистості, так і критиків неоліберальної економічної політики, що відстоюють тезу про її провал.

### Ініціативи
«Газета Виборча» є організатором соціальних ініціатив та премій. У 1996 році спільно з «PricewaterhouseCoopers» організовано конкурс «Grasz o staż» для студентів та випускників університетів і вищих шкіл, метою якого є сприяння активній та конкурентоспроможній молоді на ринку праці. До березня 2015 року було організовано дев'ятнадцять випусків конкурсу. Щоденник є організатором ініціатив для заохочення соціальної активністі.
З 1999 року редакційна колегія присуджує титул «Людина року». Першою особою, яка удостоїлася цього звання, став Вацлав Гавел. Подальші титули отримали Джордж Сорос (2000), Сергій Ковалов (2001), Йошка Фішер (2002), Гюнтер Ферхойген (2003), Броніслав Геремек (2004), Хав'єр Солана (2005), Збіґнєв Бжезінський (2006), Юзеф Жицинський (2007), Анджей Вайда (2008), Тадеуш Мазовецький (2009 р., також отримав звання «Людина двадцятиліття»), Владислав Бартошевський (2010), Ріхард фон Вайцзеккер (2011), Тадеуш Конвіцький (2012), Йоані Санчес (2013), Михайло Ходорковський (2014), Броніслав Коморовський (2015), Тімоті Снайдер, Франс Тіммерманс. Окремі відзнаки присвоюються журналом «Wysokie Obcasy» («Жінка року») та катовицьким відділом «Виборчої» («Цегла Яноша»).
З 2017 року «Wysokie Obcasy» відзначає премією «50 Śmiałych» жінок, які відзначилися значним внеском у суспільне життя Польщі.

## Наклад
З виходом першого номера «Газети Виборчої» до кінця 1989 року її середній наклад досяг мільйона примірників. У 1994 році наклад щоденника сягав 511 тис., з них в середньому 418 тис. примірників продавалося у роздріб. Пізніше наклад та продажі впали на два роки і вже з 1997 року знову збільшилися. У 1999 році в середньому було розповсюджено 569 000 примірників одного номера газети, з яких в середньому у роздріб розповсюджено 443 000.
У грудні 2003 року «Виборча» втратила позицію найбільш читаного щоденника на користь щоденника «Fakt», але утримувала продажі у 2004–2007 роках у понад 400 000 примірників. Відтоді продажі «Виборчої» постійно падають, що є тенденційним для друкованої преси. Після зміни влади державні установи та компанії, а також компанії Державної скарбниці обмежили передплату на газету. Внаслідок фінансових втрат видавець  «Agora SA» пішов на групові звільнення журналістів та звільнив усіх іноземних кореспондентів. У I кварталі 2016 року середній обсяг продажів газети становив 232 281 екземпляр, при цьому на розповсюдження через точки продажу припадало 143 302 примірники. У I кварталі 2017 року продажі газети знизилися на 21,19%. У квітні 2018 року продажі знизилися на 21,55% і становили 65 279 примірників. На червнень 2019 року наклад газети зменшився у річному обчисленні на 10,47% до 92,98 тис. екземплярів.
Середній разовий наклад (синій), частка розповсюдження в роздріб (зелений) та загальні продажі (рожевий):
У зв'язку зі зменшенням попиту на поліграфічному ринку в березні 2019 року «Agora» вирішила до 30 червня зупинити друкарню в Тихах та Пілі та зосередити свою діяльність (включаючи друк видання та всіх його додатків) у друкарні за адресою вул. Данішевська, 27, що у дільниці Бялоленка у Варшаві.

### Електронна передплата
У лютому 2014 року «Газета Виборча» стала першим періодичним виданням у Польщі, що запровадило платну цифрову підписку.
Число цифрових підписок на кінець 2016 року становила близько 100 000, наприкінці 2017 року — 133 000, наприкінці 2018 року — 170 549, наприкінці травня 2019 року — 192 445, на кінець вересня 2019 року — 200 226, а на початок 2020 року — 220 тисяч.